# Jaakko Kalela

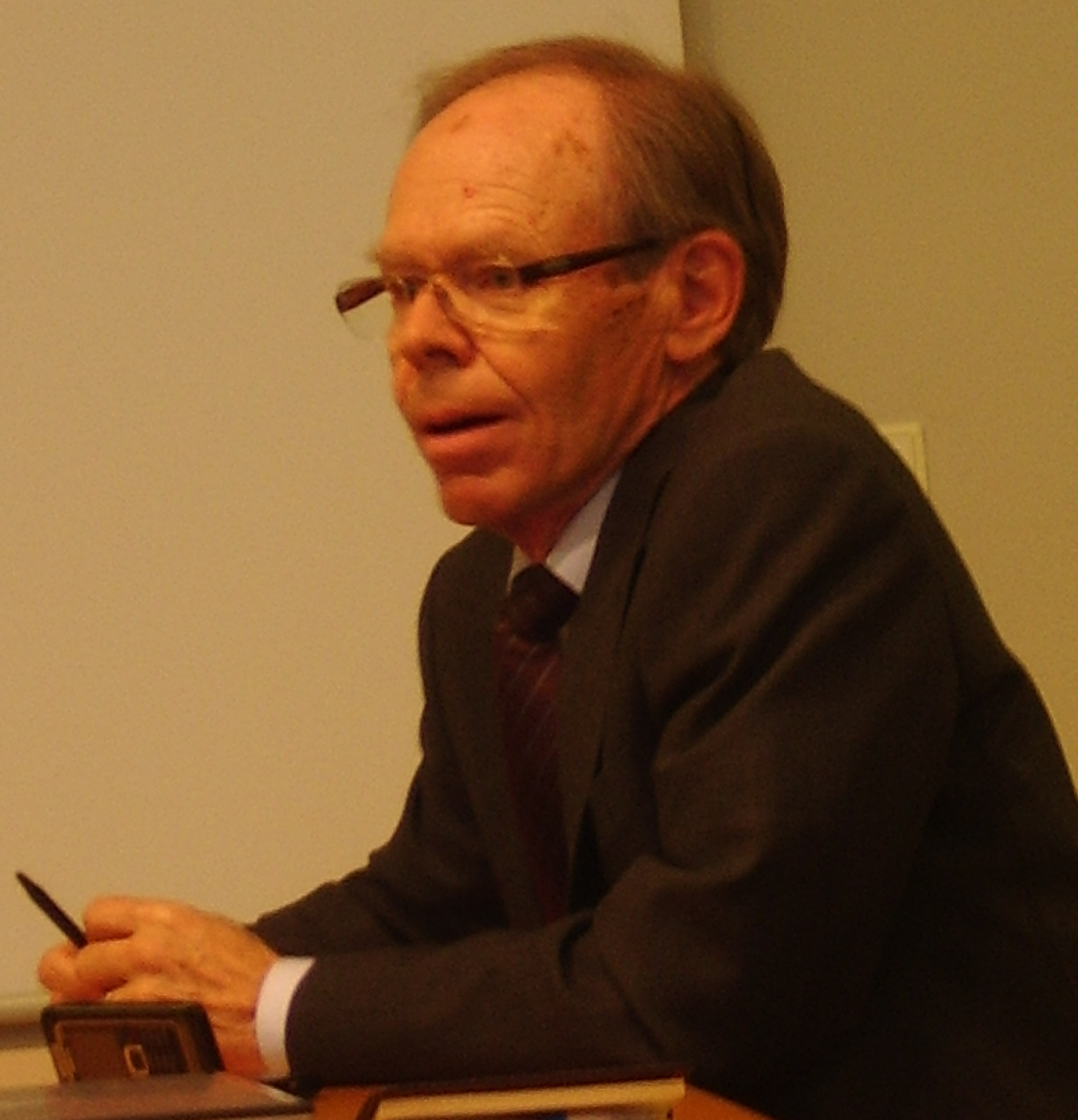
Jaakko Kalela

Jaakko Kaarlo Antero Kalela, född 24 januari 1944 i Helsingfors, är en finländsk ämbetsman. Han är son till Aarno Kalela och bror till Jorma Kalela.
Kalela blev politices licentiat 1969, specialrådgivare vid republikens presidents kansli 1973 och tjänade därefter fyra presidenter, som kanslichef 1984–2005, varefter han var ambassadör i Tallinn 2005–2010. Han utövade i synnerhet på 1980-talet stort inflytande över Finlands utrikespolitik.

## Utmärkelser
- Kommendörstecknet av I klass av Finlands Vita Ros’ orden[1]
- Terra Mariana-korsets orden, första klass[2]
- Andra graden av Terra Mariana-korsets orden[3]
- Vita stjärnans orden, första klass[4]
- Norska förtjänstordens storkors[5]
- Kommendörstecknet av Finlands Lejons orden[1]
- Förbundsrepubliken Tysklands förtjänstorden - stora kommendörskorset[1]
- Militärens förtjänstmedalj[6]

[Redigera Wikidata]